# レッドスノー
レッドスノー(Red Snow)はイギリスが開発した核弾頭。熱核弾頭であり、核爆弾および核ミサイルの弾頭部として用いられた。
イギリスとアメリカ合衆国は1958年9月に核兵器に関する情報交換に合意しており、その一環で提供されたアメリカ製W28（核出力：最大1.45Mt）核弾頭の設計を参考にしているとされる。
イギリス空軍の大型爆撃機向け兵器の弾頭であり、ブルースチール空対地ミサイルおよびイエローサンMk.2(Yellow Sun)核爆弾に格納されている。1961年から1972年まで配備に付けられていた。後継としてWE.177核爆弾が配備されている。